# Кюстендильська область

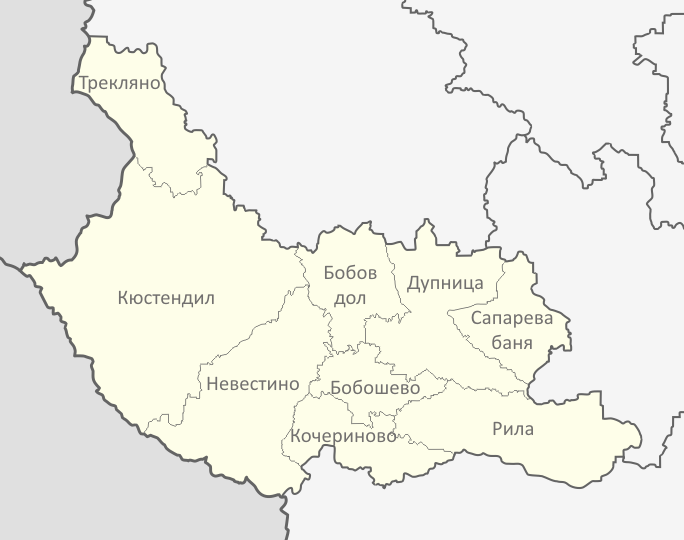
Мапа общин Кюстендильської області

Кюстендильська область (болг. Област Кюстендил) — область в Південно-західному регіоні Болгарії. Адміністративний центр — Кюстендил. Поділяється на дев'ять общин: Бобов-Дол, Бобошево, Дупниця, Кочериново, Кюстендил, Рила, Сапарева Баня, Трекляно.